# Jean Colombera
Jean Colombera (* 2. Februar 1954 in Esch an der Alzette) ist ein luxemburgischer Arzt und Politiker.

## Leben
Colombera studierte Medizin an der Universität Nancy und später Homöopathie an der École mosane d’homéopathie in Huy und Naturheilverfahren in Bobigny. Er ist Mitgründer der Association luxembourgeoise pour les méthodes préventives und der Sektion Luxemburg der Union francophone pour les cannabinoïdes en médecine, die für den medizinischen Einsatz von Cannabis eintritt. 2012 wurden Ermittlungen gegen ihn aufgenommen, da er angeblich Medikamente auf Basis von Cannabis verschrieben habe. 2018 wurde das medizinische Cannabis in Luxemburg legalisiert.
Colombera war bis 1999 italienischer Staatsbürger, dann nahm er die luxemburgische Staatsbürgerschaft an.
2008 und 2009 brachte er zwei "Sachbücher in Romanform" heraus, die sich mit weiblichen und männlichen Rollenbildern beschäftigen.

## Politischer Werdegang
Vom 13. Juli 1999 bis zum 5. Juni 2004 war Colombera ADR-Abgeordneter für den Norden in der Chambre des Députés. Bei der Parlamentswahl vom 7. Juni 2009 konnte er erneut ins Parlament einziehen. Ende 2012 verließ Colombera nach Streitigkeiten die ADR und saß seitdem als unabhängiger Abgeordneter im Parlament. Im Juni 2013 gründete er die Partei für Integrale Demokratie (PID), mit der er zur Kammerwahl 2013 antrat. Die Partei konnte allerdings keinen Sitz im Parlament erlangen, womit Colombera aus der Abgeordnetenkammer ausschied. 2018 ging seine Partei PID mit der Piratenpartei ein Bündnis ein. Die Piraten erlangten 2 Sitze im Parlament. Colombera schaffte jedoch den Wiedereinzug ins Parlament nicht. 
Von 2017 bis 2021 war er Bürgermeister der Gemeinde Vichten.

## Ehrungen
2003 wurde er mit dem Verdienstorden des Großherzogtums Luxemburg im Rang des Ritters ausgezeichnet.
2004 wurde er mit dem Verdienstorden des Großherzogtums Luxemburg im Rang des Offiziers ausgezeichnet.
2014 wurde er mit dem Ordre Grand-Ducal de la Couronne de Chêne im Rang des Offiziers ausgezeichnet.

## Werke
- Hermes und Aphrodite (Frankfurter Literaturverlag 2008), ISBN 978-3-8372-0327-1.
- Sklaven und Opfer (Frankfurter Literaturverlag 2009), ISBN 978-3-8372-0451-3.
- INTEGRALE Krebstherapie (PDF, o. Verlag, 2017)